# Медаль «Учаснику спеціальної військової операції»
Медаль «Учаснику спеціальної військової операції» — нагорода Міністерства оборони Росії.

## Історія
Медаль була заснована наказом міністра оборони Росії від 10 серпня 2022 року № 461 для нагородження військовиків та цивільних службовців ЗС РФ, які брали участь у вторгненні в Україну, а також інших громадян РФ, які сприяли військовослужбовцям.

## Опис
Медаль виготовляється з металу сріблястого кольору з емаллю, має форму кола діаметром 32 міліметри з опуклим бортиком з обох боків.
На аверсі медалі в центрі розміщене рельєфне стилізоване зображення елементів знака радянського ордена Червоної Зірки, обрамлене лавровим вінком, перевитим у нижній частині навхрест стрічками розташованими.
На реверсі медалі в центрі зверху розміщене рельєфне однокольорове зображення емблеми Міністерства оборони Російської Федерації. Під емблемою міністерства знаходиться рельєфний напис у три рядки: «УЧАСТНИКУ СПЕЦИАЛЬНОЙ ВОЕННОЙ ОПЕРАЦИИ»; по колу — рельєфний напис: у верхній частині — «МИНИСТЕРСТВО ОБОРОНЫ», в нижній — «РОССИЙСКОЙ ФЕДЕРАЦИИ».